# Philips SAA 1099
Philips SAA1099 — электронный компонент, микросхема 6-голосного звукогенератора. Использовалась в 1980-х годах в ряде устройств, среди которых:
- Британский бытовой компьютер SAM Coupé
- Звуковая карта Creative Music System (C/MS) производства Creative Labs, также продававшаяся в магазинах RadioShack под названием Game Blaster. Она содержит 2 таких микросхемы, что даёт 12 независимых голосов.
- Звуковая карта Creative Sound Blaster 1.0. Помимо этой микросхемы, она также содержит микросхему звукогенератора на основе частотной модуляции — OPL2 (также известную как YM3812), которая впоследствии стала намного более популярной.

SAA1099 генерирует сигнал квадратной формы и шум (с тремя различными частотами). Её возможности синтеза звука аналогичны (программно не совместимы!) General Instruments AY-3-8910. Главной особенностью микросхемы является стереовыход, с возможностью независимой регулировки громкости аудиовыходов левого и правого каналов.